# Hello Hello
「Hello Hello」（ハローハロー）は、2022年6月22日に発売された風男塾の30thシングル。

## 概要
メンバーは、柚希関汰、英城凛空、葉崎アラン、天堂太陽、胡桃沢鼓太郎、凰紫丈源、赤星良宗。

新メンバー4人が加わり新体制となっての初のシングル。

## 収録曲
テイチクレコード公式サイト内の紹介ページによる。

### 初回限定盤A
［CD］
1. Hello Hello
  - 作詞・作曲・編曲：Peach
2. Tender Rain
  - 作詞：藤原優樹（SUPA LOVE）　/ 作曲・編曲：Uio（SUPA LOVE）

［DVD］
「Hello Hello」MUSIC VIDEO

「Hello Hello」MUSIC VIDEO メイキング映像

### 初回限定盤B
［CD］
1. Hello Hello
2. Tender Rain

［DVD］
「風男塾リーダー決定戦!」

### 通常盤
［CD］
1. Hello Hello
2. Tender Rain
3. SHINY SHINY
  - 作詞・作曲・編曲：成田忍
4. Hello Hello（Instrumental）
5. Tender Rain（Instrumental）
6. SHINY SHINY（Instrumental）